# Leonard Johnston Wills
Leonard Johnston „Jack“ Wills (* 27. Februar 1884 in Erdington, Birmingham; † 12. Dezember 1979 im District Bromsgrove) war ein britischer Geologe und Paläontologe.

## Leben
Wills war eines von vier Kindern des Teilhabers einer Fabrik für Schneidewerkzeuge, William Leonard Wills, und seiner Frau Gertrude Annie Johnston. Sein Großonkel Alfred Wills war früher Präsident des Alpine Club. Er studierte ab 1903 am King’s College der Universität Cambridge Geologie. Dank guter Abschlüsse in den Tripos-Prüfungen (1906, 1907) für Naturwissenschaften wurde er 1909 Fellow des King’s College, was er bis 1915 war. Im selben Jahr begann er für den Geological Survey of Great Britain in Wales zu kartieren. 1907 erhielt er ein Harkness Stipendium und 1909 die Walsingham Medal in Cambridge. 1910 erhielt er seinen Masterabschluss in Cambridge (wo er auch 1928 einen D. Sc. erhielt). 1913 wurde er Lecturer an der University of Birmingham, an der er auch 1920 einen Ph. D. erhielt. 1932 trat er als Nachfolger von William Bolton eine Stelle als Professor und Vorstand des Geologischen Instituts an. 1949 emeritierte er, setzte aber seine Forschung bis ins hohe Alter fort.
Er begann seine Forschungen mit der Beschreibung der Keuper-Sedimente bei Bromsgrove in den Midlands und deren Fossilien. Eines seiner Interessengebiete waren fossile landbewohnende Arthropoden wie Skorpione des Trias oder Eurypteriden des Karbon. Neben den Midlands befasste er sich auch mit der Geologie des Severn-Tals (Ironbridge Gorge) und sein Interesse an der Geologie der Midlands spannte sich bis zum Quartär (wie den Eisstausee Lake Lapworth). Bekannt ist er aber für seine Bücher über die geologische Entwicklung (Paläogeographie) Großbritanniens und seine Monographie über Kohlevorkommen in Großbritannien.
1936 erhielt er die Lyell-Medaille und 1954 die Wollaston-Medaille. 1976 wurde er Ehren-Fellow der Geological Society of London.
Er war seit 1910 mit Maud Janet Ewing verheiratet, mit der er zwei Kinder hatte. 1926 erwarb er den Landsitz Farley Cottage in Bromsgrove. Aus dem Verkauf wurde später das Leonard Wills Field Centre des Fields Study Council in Nettlecombe Court in Somerset finanziert.

## Schriften
- Worcestershire. Cambridge University Press 1911; archive.org.
- On the Fossiliferous Lower Keuper Rocks of Worcestershire with Descriptions of some of the Plants and Animals discovered therein. In: Proc. Geologists Association, 1910, Band 21, S. 249–331.
- An Outline of the Palaeogeography of the Birmingham Country. In: Proc. Geologists Association, 1935, Band 46, S. 211–246.
- British Triassic Scorpions. British Palaentolographical Society, 1947.
- Palaeogeological Map of the Palaeozoic Floor below the Permian and Mesozoic Formations in England and Wales. Geological Society, 1973.
- Physiographical Evolution of Britain. Edward Arnold, 1929.
- The Palaeogeography of the Midlands. Liverpool University Press / Hodder & Stoughton, 1948.
- A Palaeogeographical Atlas of the British Isles. Blackie, 1951.
- Concealed Coalfields. Blackie, 1956.
- A Palaeogeological Map of the Lower Palaeozoic Floor below the cover of Upper Devonian, Carboniferous and Later Formations. Geological Society of London, 1978.